# Temple Sépharade de Constanța

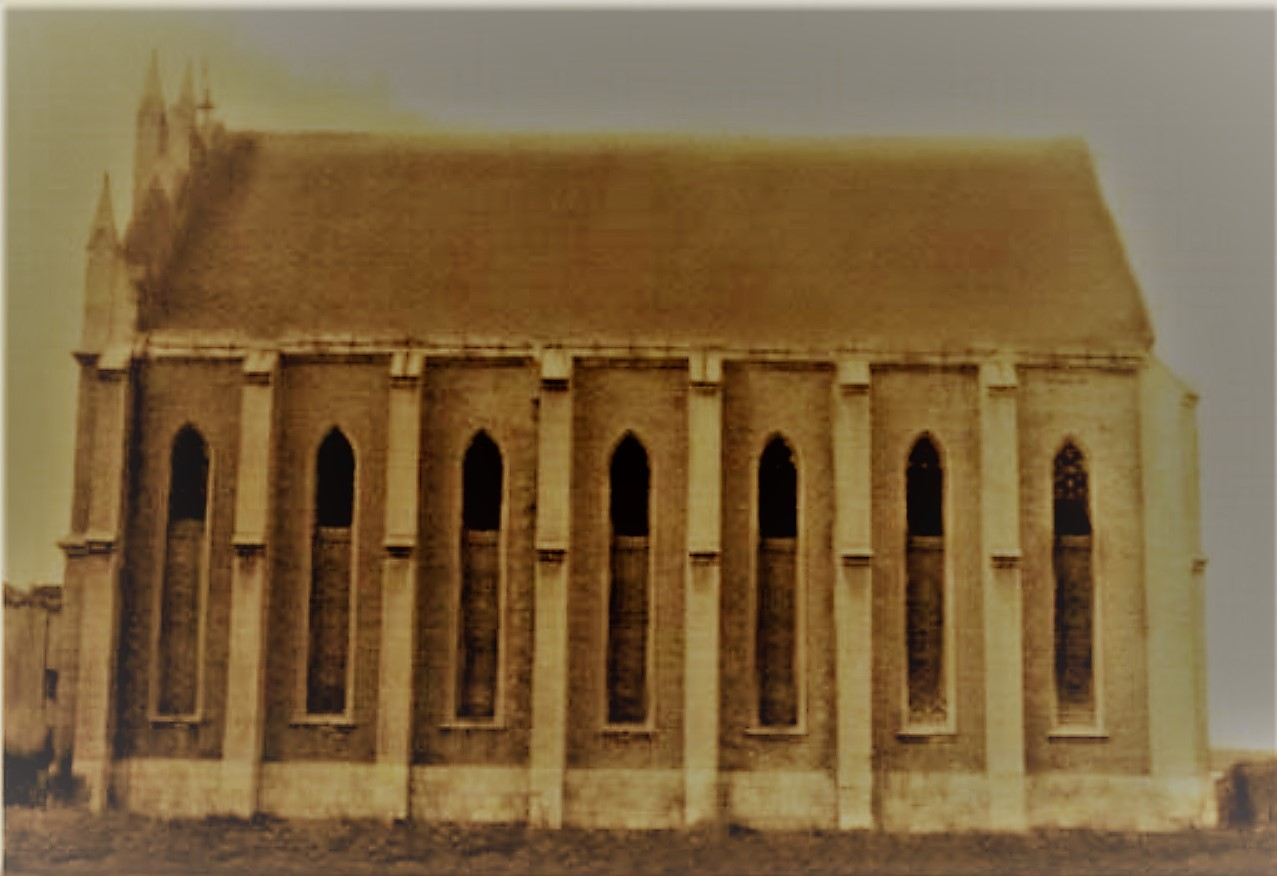
Temple espagnol, 1911.

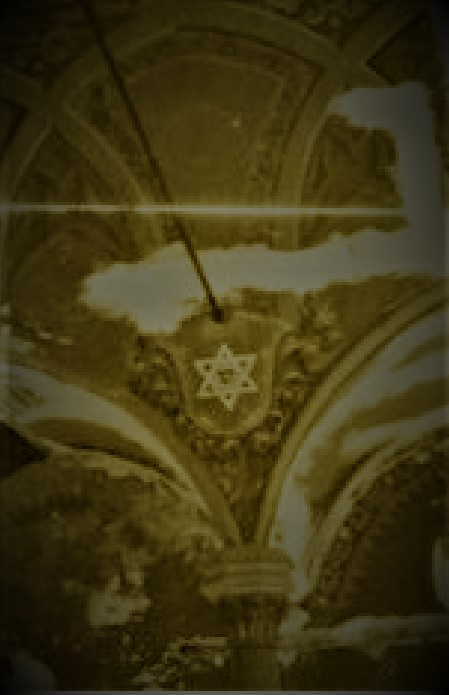
Intérieur, 1941.

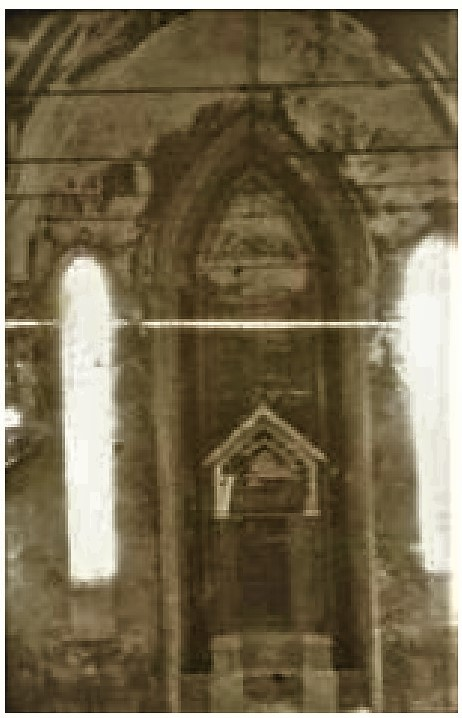
Intérieur, 1942.

Le temple séfarade de Constanța, également le temple de rite espagnol israélite (en roumain : Templul Sefard din Constanța) était une synagogue sépharade pour les « Juifs Espagnols », situé au 18 de la rue Mircea dans la ville de Constanța, en Roumanie,.

## Historique
Le temple séfarade a été construit entre 1905 et 1908 dans un style architectural gothique catalan suivant les plans de l'architecte autrichien Adolf Lintz et décoré par le peintre Moritz Finkelstein. Le Temple a été construit à la place d'une ancienne synagogue datant de 1866, sur un terrain de la rue Mircea, un don d'Ismail Kemal Bey. La synagogue sépharade a été lourdement endommagée pendant la Seconde Guerre mondiale lorsqu'elle a été utilisée comme entrepôt de munitions, plus tard encore endommagée par un tremblement de terre, et a été démolie en 1989 sous la présidence de Nicolae Ceaușescu ,.